# Llangollen

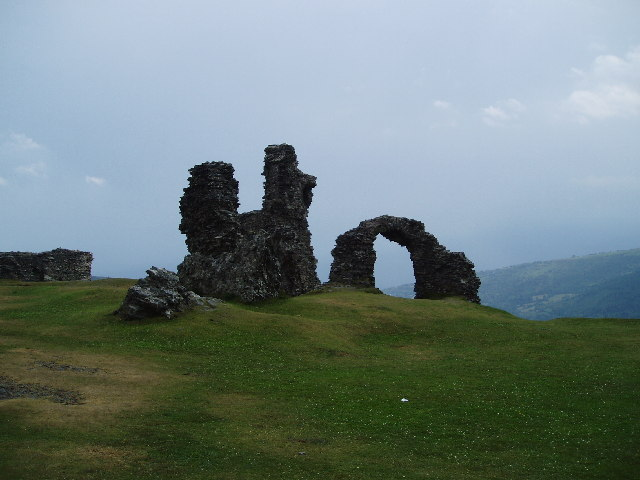
Llangollen: le rovine del Castello Dinas Brân (XII secolo).

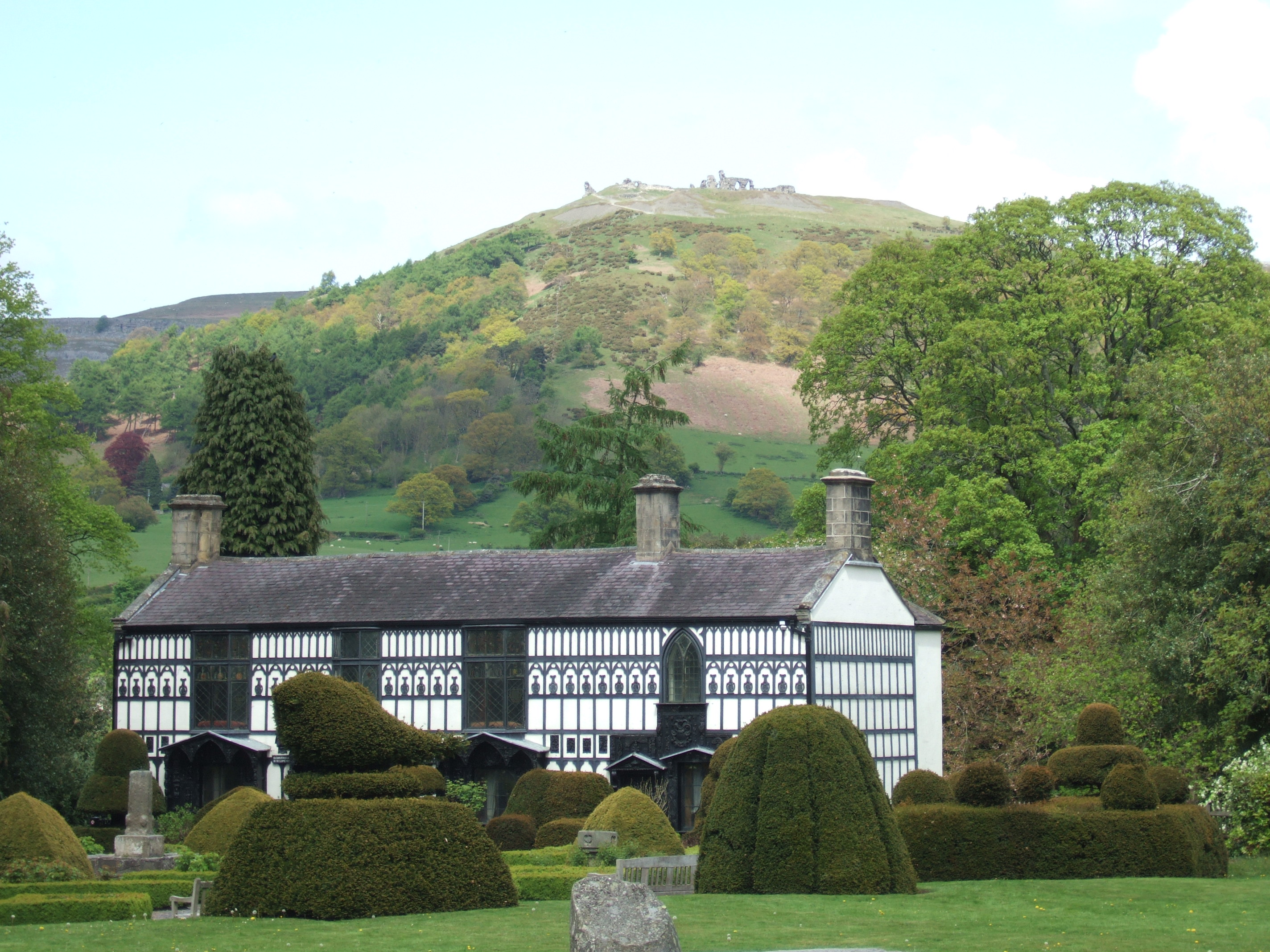
Llangollen: Plas Newydd.

Llangollen (pron.: /ɬaŋˈɡoɬɛn/; 3.500 ab. ca.) è una cittadina del Galles nord-orientale, facente parte della contea del Denbighshire (contea tradizionale: Clwyd) e situata ai piedi delle Berwyn Mountains e lungo il corso del fiume Dee, nei pressi del confine con l'Inghilterra.
La località è nota, tra l'altro, per il Llangollen International Musical Eisteddfod, che si tiene ogni anno in luglio e, storicamente, per le "Dame di Llangollen".

## Geografia fisica
Llangollen si trova al confine con le contee di Wrexham (Galles) e del Shropshire (Inghilterra), tra le località di Corwen e Ruabon (rispettivamente ad est della prima e ad ovest della seconda) ed è situata a sud-ovest di Wrexham e a sud-est di Ruthin. Si trova inoltre a ca. 40 km a sud-ovest della città inglese di Chester.

## Origini del nome
Il toponimo Llangollen deriva dal nome di un santo, San Collen (VII secolo), fondatore della città.

## Monumenti e luoghi d'interesse
- L'Abbazia Glyn y Groes/Valle Crucis, del XIII secolo.
- Il Castello Dinas Brân, castello in rovina risalente al XII secolo.[6]
- La Chiesa di San Collen.
- La Colonna di Eliseg.
- Plas Newydd, dal 1780 al 1829 dimora delle "Signore di Llangollen".[3][4]
- Il Canale Llangollen, che collega Llangollen a Hurleston (Cheshire, Inghilterra).[7]
- La Ferrovia di Llangollen (Llangollen Railway/Rheilffordd Llangollen), che collega Llangollen a Carrog.[8]

## Società

### Evoluzione demografica
Al censimento del 2001, la cittadina contava 3.412 abitanti.

## Cultura

### Eventi
- Llangollen International Musical Eisteddfod, che si tiene in luglio.[2]

## Galleria d'immagini

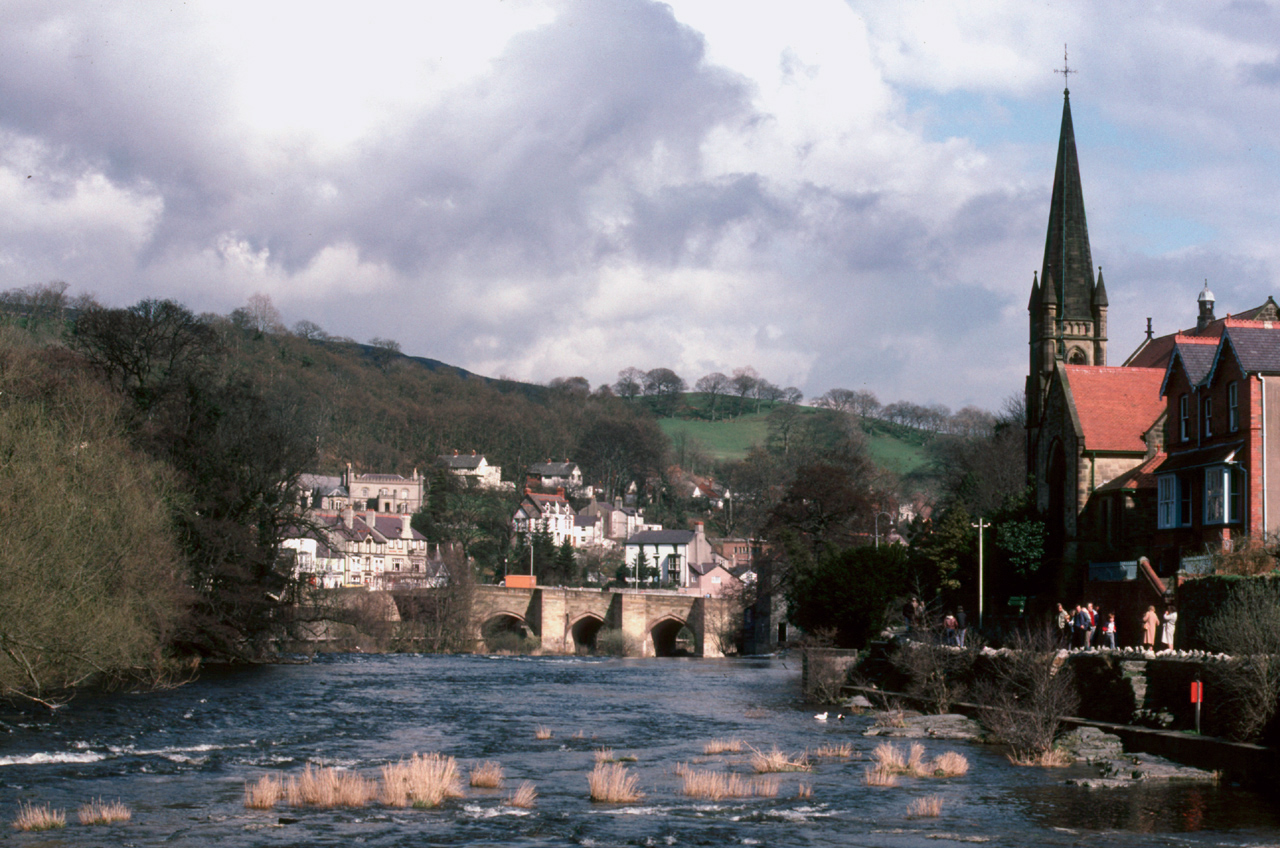
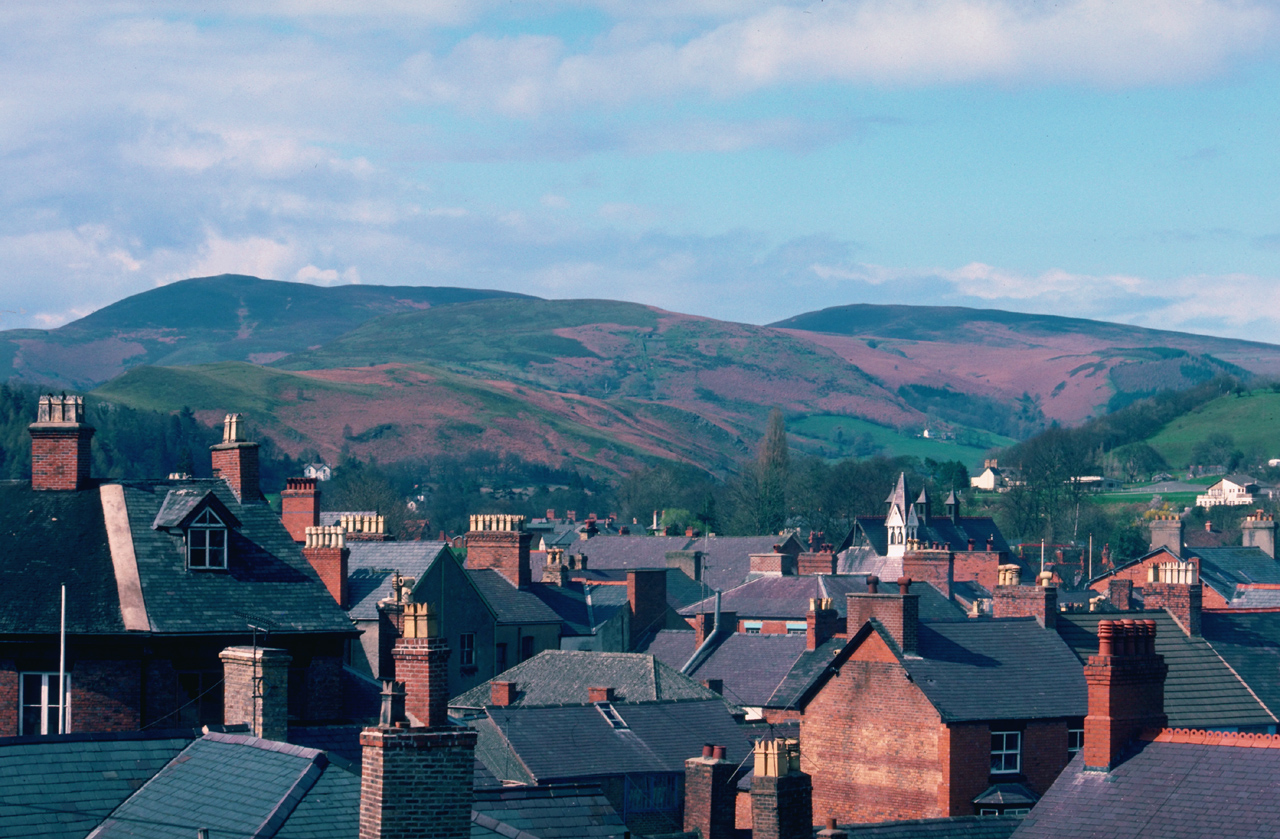
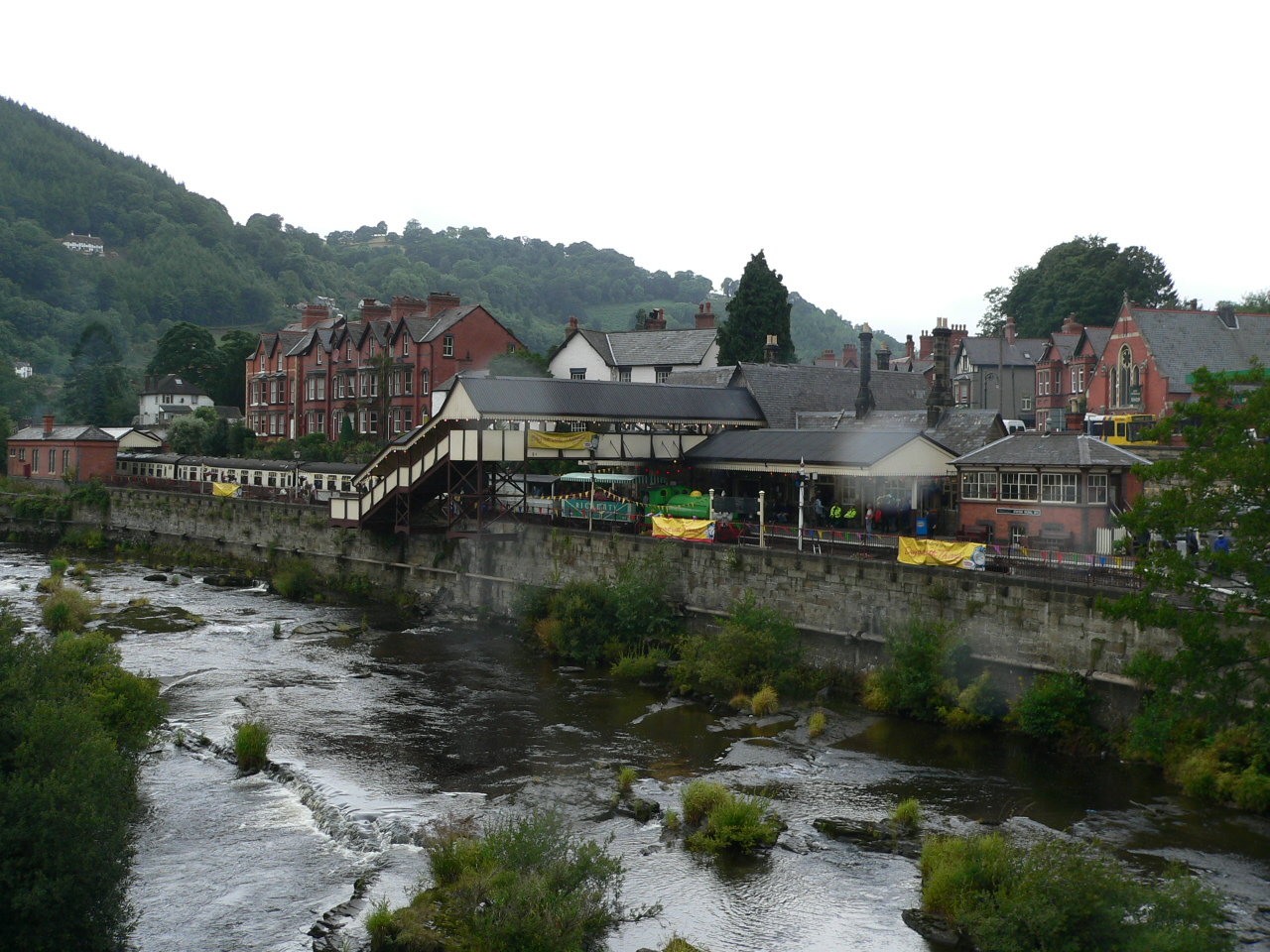
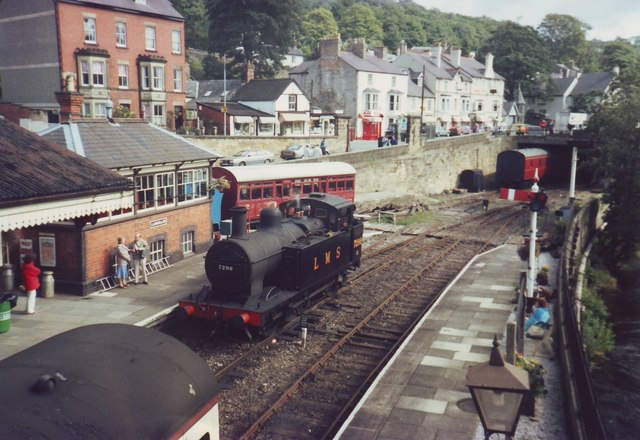
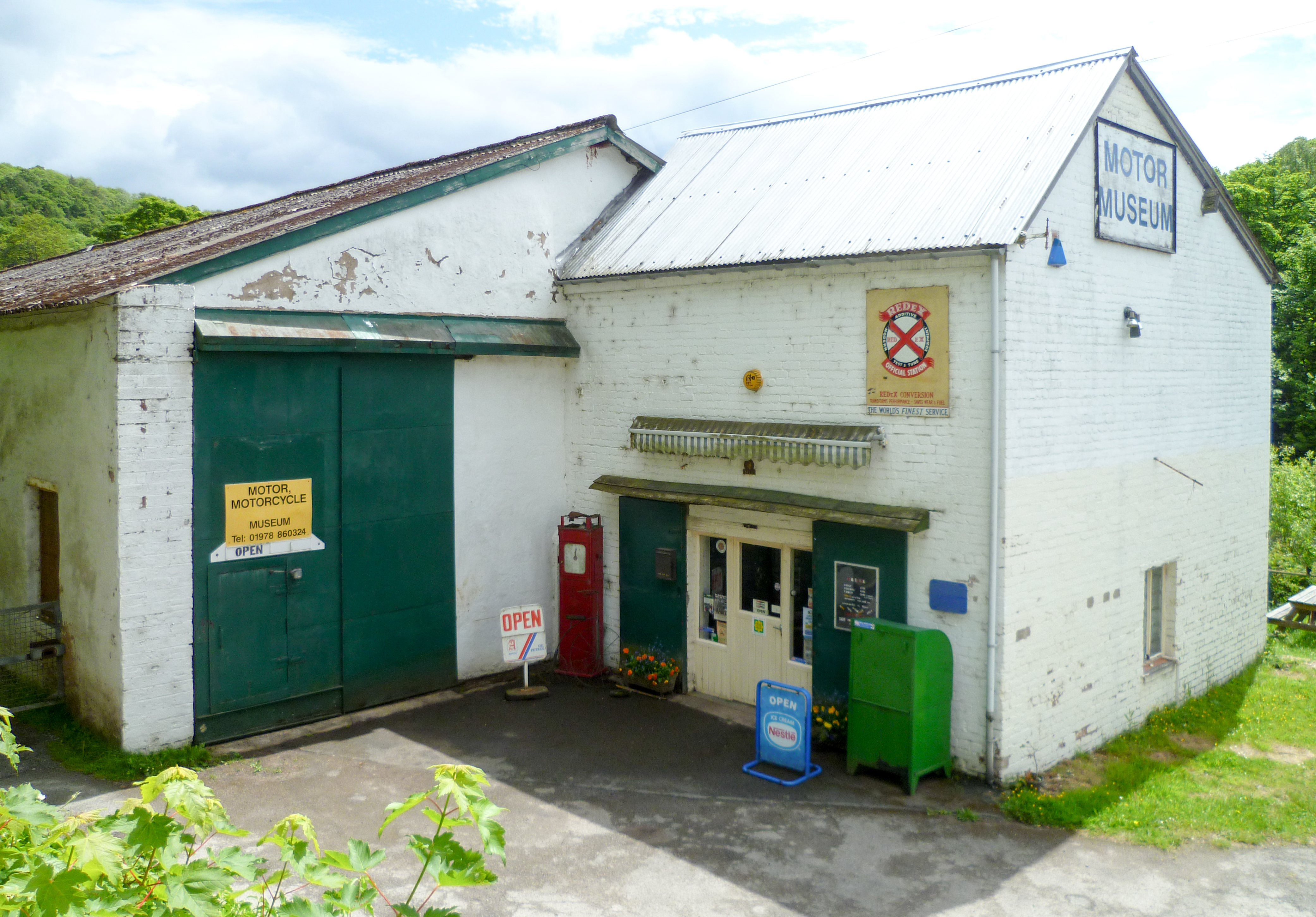
Museo di automobili